# W-inds.THE SYSTEM OF ALIVE
『w-inds.〜THE SYSTEM OF ALIVE〜』（ウィンズ 〜ザ・システム・オブ・アライヴ〜）は、w-inds.の2枚目のオリジナルアルバム。パッケージ、ジャケット違いの通常盤、初回盤（共にCDのみ／コピーコントロールCD仕様）の2形態で2002年12月18日発売。

## 解説
1stアルバム『w-inds.〜1st message〜』よりちょうど1年ぶりのリリースとなった2ndオリジナルアルバム。シングル「try your emotion」「Another Days」「Because of you」「NEW PARADISE」の4枚のシングル（内1曲はヴァージョン違い）に加え、リード曲として歌番組『HEY!HEY!HEY! MUSIC CHAMP』（フジテレビ）にて披露された「SOMEHOW」を含む全14曲を収録。
一度、アルバム・タイトルは『Baby Maybe』と告知された。
収録曲「Break Down,Build Up」（M1）は、詞中に“安住の地はまだ望まない 枠に収まることが常識じゃない”とあるように、“安定”を否定し、前へ進み続けることを切望する主人公が描かれており、ブレイクしてまだ日が浅かった当時の彼らの実像とリンクしていた。
収録曲「SOMEHOW」（M3）は、タイトルの通り、“SOMEHOW=なんとかして”失恋した、自分が片思いしていた彼女を慰めたいと思う純朴な主人公が描かれている。（彼女の失恋を聞き、秘かに心が高鳴ってしまった自分を嫌悪し恥じる個所もある。）今アルバム・リリースに際し、リード曲として、ユニバーサル・スタジオ・ジャパンにて収録された歌番組『HEY!HEY!HEY! MUSIC CHAMP』（フジテレビ）の特番にて初披露された。
“恋せよ乙女”と歌う収録曲「fever」（M4）は、1980年代後半に絶大なる人気を博したアメリカ合衆国のシンガーソングライター、デビー・ギブソンが書き下ろした楽曲である（共作）。
収録曲「Baby Maybe」（M5）は、古くはシカゴやオリビア・ニュートンジョン、近年ではクリスティーナ・アギレラ（デビュー曲「Genie in a Bottle」）や元デスティニーズ・チャイルドのメンバーであるケリー・ローランド等、人気アーティストを多数組手掛けるアメリカ合衆国屈指の音楽プロデューサーでありコンポーザーであるスティーヴ・キプナーの書き下ろし楽曲である（共作）。また、今アルバム収録曲でもある6thシングル「Because of you」での抜擢を経て、今アルバムからその後のw-inds.の多くの作品のクレジットに名を連ねることになるshungo.が作詞を担当。夢のために恋人の元を去る主人公とその恋人との空港での別れ際を描いた今作品は、彼の十八番とも言える世界観に仕上がっている。当初アルバムのタイトル・ソングになるはずであったが、初アナウンス後、「THE SYSTEM OF ALIVE」（M6）に変更された模様。今アルバムで「SOMEHOW」と並びスタッフ受け（大人受け）のいい楽曲であったという。（月刊誌『JUNON』インタビュー記事より）尚、後にこの楽曲の続編が2曲制作される。（「Night Flight 〜夜間飛行〜」「Deny」）
収録曲「THANK YOU」（M9）、「I still love you」（M10）、「Top of the world」（M14）を手掛けるT.M.Oは、T2yaの音楽制作プロジェクト名。
収録曲「This Time 〜願い〜」は、w-inds.公式携帯サイト"w-inds.tv"でリリース直後に行われた今アルバム収録曲の人気投票で1位を獲得。人気楽曲として、同じく今アルバム収録曲「SOMEHOW」と併せてベストアルバム『w-inds.〜bestracks〜』に収録された。なお、同楽曲は2010年に日本テレビ『音楽戦士 MUSIC FIGHTER』の企画で、当時出産を控えていた青木さやかへの子守唄オムニバスアルバム収録曲として再レコーディングされている。（一般向けのCD化および配信はない。）
今アルバムは葉山拓亮が手掛ける楽曲が半数を占める。

## CD収録曲
| CD |                                       |                                                                               |      |
| 1  | Break Down,Build Up                   | 作詞・作曲・編曲:Hiroaki Hayama                                               | 3:01 |
| 2  | NEW PARADISE                          | 作詞・作曲・編曲:Hiroaki Hayama / Rap詞:Kentaro Akutsu                        | 5:09 |
| 3  | SOMEHOW                               | 作詞:shungo. / 作曲:Laila Samuelsen,Birger Eikemo / 編曲:Banana Ice           | 2:37 |
| 4  | fever                                 | 作詞:shungo. / 作曲:Marc Nelkin,Jamie Hartman,Debbie Gibson / 編曲:Banana Ice | 2:42 |
| 5  | Baby Maybe                            | 作詞:shungo. / 作曲:Steve Kipner,David Kopatz,Cutfather&Joe / 編曲:Banana Ice | 3:08 |
| 6  | THE SYSTEM OF ALIVE                   | 作詞・作曲・編曲:Hiroaki Hayama                                               | 3:00 |
| 7  | Because of you                        | 作詞:shungo. / 作曲・編曲:Kazuhiro Hara                                       | 3:22 |
| 8  | try your emotion〜next side version〜 | 作詞・作曲・編曲:Hiroaki Hayama                                               | 4:28 |
| 9  | THANK YOU                             | 作詞・作曲・編曲:T.M.O                                                        | 4:40 |
| 10 | I still love you                      | 作詞・作曲・編曲:T.M.O                                                        | 4:42 |
| 11 | Find Myself                           | 作詞・作曲・編曲:Hiroaki Hayama                                               | 4:07 |
| 12 | Another Days                          | 作詞・作曲・編曲:Hiroaki Hayama                                               | 4:58 |
| 13 | This Time 〜願い〜                    | 作詞・作曲・編曲:Hiroaki Hayama                                               | 4:54 |
| 14 | Top of the world                      | 作詞・作曲・編曲:T.M.O                                                        | 4:13 |

## タイアップ（オリジナル・ヴァージョン）
| M-2  | NEW PARADISE     | 未確認 |
| M-7  | Because of you   | 未確認 |
| M-8  | try your emotion | 日本テレビ系『ソルトレーク冬季五輪』イメージソング （『スポーツうるぐす』『SPORTS MAX』はテーマソング扱い） |
| M-12 | Another Days     | ファミリーマート『M/F/C』CMソング                                                                           |

## 発売形態
| 形態 | 発売日         | 品番       | ジャケット | 備考 |
| ---- | -------------- | ---------- | ---------- | --- |
| CD   | 2002年12月18日 | PCCA-01824 | 初回盤     | 初回特典：①12面フォトカード②オリジナル・ジャケット・ステッカー1セット（全3種）③ブックケース＆フルカラートレー仕様④w-inds.ウィンターキャンペーン応募ハガキ⑤メールアクセス・プレゼント応募要項 |
| CD   | 2002年12月18日 | PCCA-01824 | 通常盤     | 初回入荷分期間限定特典：①w-inds.ウィンターキャンペーン応募ハガキ②メールアクセス・プレゼント応募要項③w-inds.オリジナルトレーディングカード1枚封入（全4種）                                    |